# Cá nhân

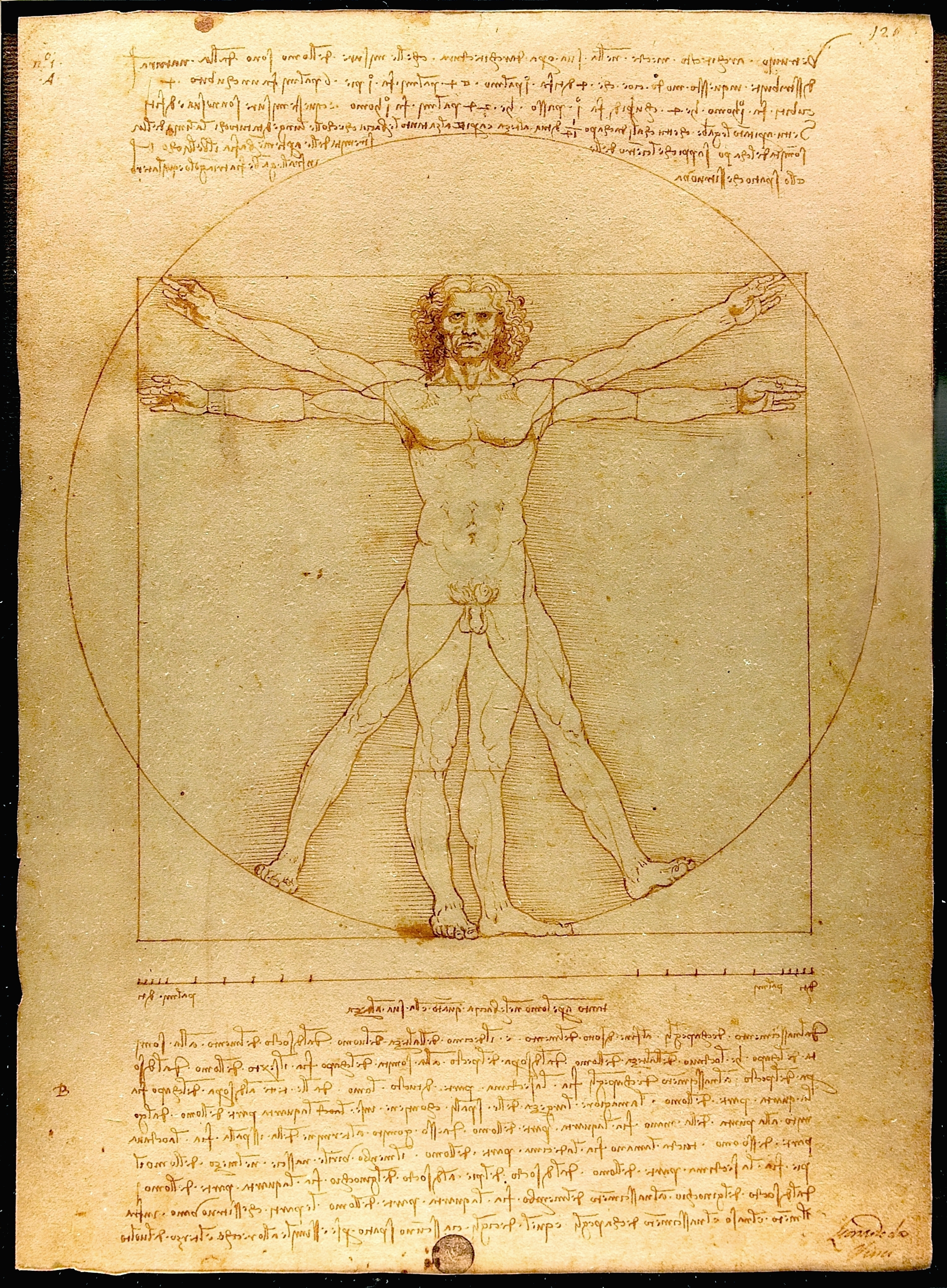
Da Vinci Vitruve Luc Viatour

Cá nhân (hay nhân vị, ngôi vị, bản vị, tiếng Anh: person) là một sinh vật (cơ thể sống), ví dụ như con người, có các năng lực và thuộc tính tạo thành nhân vị tính (personhood). Khái niệm nhân vị tính được các tác giả định nghĩa khác nhau trong các chuyên ngành và các nền văn hóa khác nhau theo không gian và thời gian.
Ngoài vấn đề nhân vị tính về việc khi nào thì một sinh vật được tính là một cá nhân, thì còn có các vấn đề khác về bản sắc cá nhân (personal identity) và tự ngã (bản thân, self). Cả hai khái niệm này đều nói về thứ mà làm cho bất cứ một cá nhân cụ thể nào là cá nhân đó chứ không phải là cá nhân khác, và nói về thứ làm cho một cá nhân tại một thời điểm sẽ chính là cá nhân đó tại thời điểm khác (trong tương lai hay trong quá khứ) dù cho có bất cứ thay đổi nào xảy ra.

## Sự phát triển của khái niệm
Ở Roma cổ đại, từ persona (tiếng Latin) hay prosopon (πρόσωπον; tiếng Hy Lạp) ban đầu chỉ mặt nạ của các diễn viên trên sân khấu. Nhiều mặt nạ khác nhau đại diện cho nhiều "personae" khác nhau trong một vở kịch sân khấu.
Sau đó khái niệm person (cá nhân) được phát triển trong các cuộc tranh luận vào thế kỉ 4 và 5 giữa những người theo giáo lý Ba ngôi (trinitarianism) và những người Kitô học trái ngược với bản chất của từ đó. Để có thể tổ chức các cuộc tranh luận về thần học cho tất cả các trường phái thần học, cần phải có một số công cụ (khái niệm) triết học làm nền tảng chung cho tất cả các trường phái đó. Mục đích của tranh luận là thiết lập quan hệ, sự giống nhau và khác nhau giữa Λóγος/Verbum và đức Chúa Trời (God). Khái niệm triết học của person nổi lên, từ gốc là "prosopon" (πρόσωπον) lấy từ Nhà hát cổ Hy Lạp. Do đó, Christus (Λóγος/Verbum) và Đức Chúa Trời được định nghĩa như các "person" khác nhau. Khái niệm này sau đó được áp dụng cho Đức Chúa Thánh Linh (Holy Ghost), các thiên thần và tất cả con người.
Từ đó, đã có rất nhiều biến đổi quan trọng về nghĩa của từ, cách sử dụng, và nỗ lực định nghĩa lại từ với nhiều mức độ chấp nhận và ảnh hưởng khác nhau.

## Nhân vị tính
Tiêu chuẩn cho sự tồn tại một cá nhân... được thiết kế để sao chụp lại những thuộc tính (chủ thế của sự quan tâm nhân văn nhất về chính mình và là nguồn gốc của những gì mà chúng ta coi là quan trọng nhất và rắc rối nhất trong cuộc đời chúng ta).— Harry G. Frankfurt

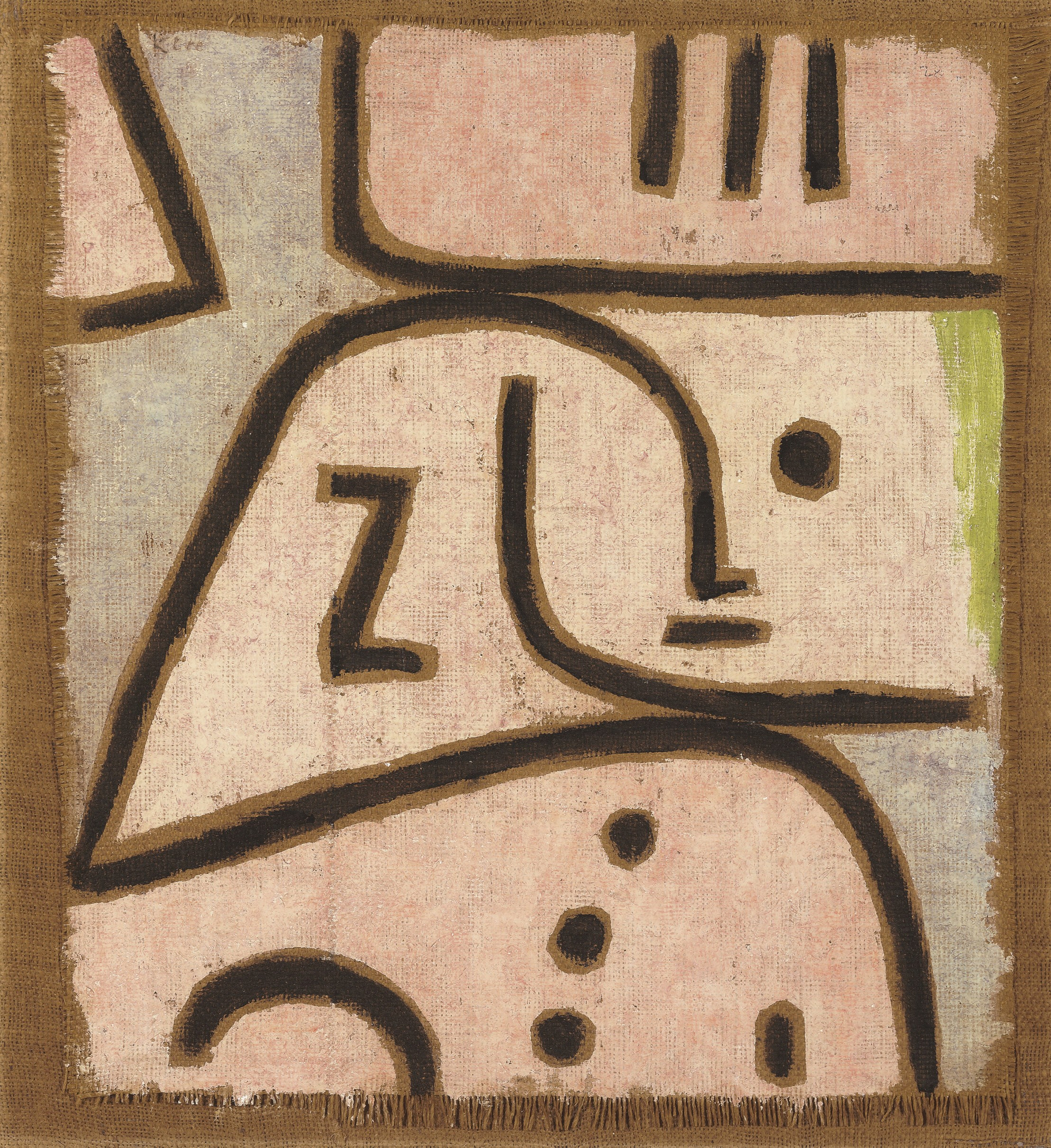
Một bức tranh trừu tượng vẽ một cá nhân của Paul Klee. Để định nghĩa khái niệm cá nhân là thử thách lớn.

Nhân vị tính (personhood) là tình trạng đối tượng đang tồn tại như một cá nhân. Định nghĩa nhân vị tính là một chủ đề gây tranh cãi trong triết học và luật học. Định nghĩa này liên quan chặt chẽ đến các khái niệm chính trị và pháp lý như quyền công dân (citizenship), bình đẳng trước pháp luật và tự do. Theo luật, chỉ thể nhân (tự nhiên nhân) hoặc nhân cách pháp lý mới có các quyền lợi, được bảo hộ, có đặc quyền, trách nhiệm, và trách nhiệm pháp lý.
Nhân vị tính tiếp tục là chủ đề của cuộc tranh luận quốc tế, và được chất vấn trong suốt quá trình bãi bỏ chế độ nô lệ và đấu tranh cho nữ quyền, trong các cuộc tranh luận về phá thai, quyền thai nhi, và trong tranh biện về quyền động vật.
Nhiều cuộc tranh luận khác nhau đã tập trung vào các câu hỏi về nhân vị tính của nhiều lớp thực thể khác nhau. Về mặt lịch sử, nhân vị tính của động vật, phụ nữ, và nô lệ là chất xúc tác cho sự biến đổi xã hội. Trong nhiều xã hội ngày nay, những người trưởng thành thường được coi là các cá nhân, nhưng tùy theo văn cảnh, lý thuyết, hay định nghĩa, phạm trù "cá nhân" ("person") có thể được lấy để bao hàm các thực thể không là con người như động vật, trí tuệ nhân tạo, hay sự sống ngoài hành tinh, cũng như các thực thể pháp lý như các doanh nghiệp, các quốc gia có chủ quyền và các cộng đồng (polity), hoặc tài sản trong thủ tục chứng thực di chúc (probate).
Phạm trù này có thể loại trừ một số thực thể là con người đang phát triển trước khi được sinh ra, hay những kẻ điên khùng, bại hoại tâm thần quá độ.

## Bản sắc cá nhân

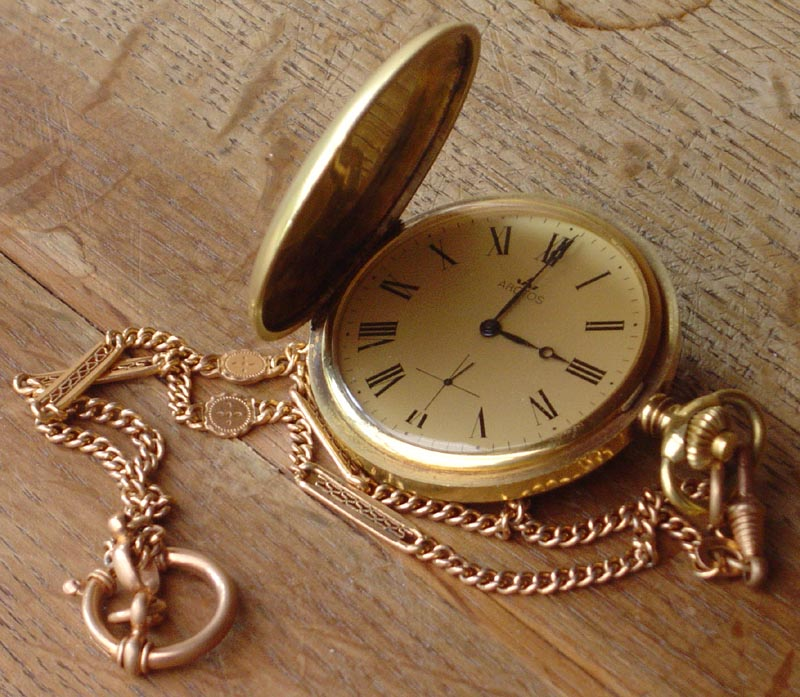
Cái gì làm cho một cá nhân bất biến từ thời điểm này đến thời điểm khác — làm cho một cá nhân cũng chính là cá nhân đó ở những thời điểm khác nhau?